# 馬歇爾鎮區 (密歇根州)
馬歇爾鎮區（英語：Marshall Township）是位於美國密歇根州卡爾霍恩縣的一個行政鎮區。

## 地方資料
馬歇爾鎮區的面積為81.70平方千米，當中陸地面積為80.60平方千米，而水域面積為1.10平方千米。根據2020年美國人口普查的數據，當地共有人口3157人，而人口密度為每平方千米38.64人。